# Giulio Doglioni
Giulio Doglioni (Belluno, secondo decennio del XVI secolo – metà del XVI secolo) è stato un medico italiano.
Le notizie intorno alle sue origini sono molto incerte. Esistevano a Belluno numerose famiglie Doglioni, delle quali una era compresa nel Consiglio Nobile, ma non è chiaro a quale appartenesse. È noto il nome del padre, Andrea, utilizzato per distinguere Giulio da un omonimo notaio, figlio di Gerolamo. Florio Miari ricorda anche un fratello, tale Giorgio Benigno, frate minore conventuale nato nel 1540, ma la notevole differenza di età fra i due rende questa notizia poco probabile.
Si conosce poco anche della sua prima formazione, ma sicuramente frequentò l'Università di Padova: gli archivi a partire dal 1545 lo ricordano come studente ed è attestato pure il conseguimento della laurea, avvenuto nel 1547; da allora divenne professore della facoltà delle arti e di medicina.
Secondo Pierio Valeriano, il Doglioni avrebbe vissuto per un periodo ad Aleppo esercitando la professione di medico presso il consolato veneziano. Dopo due anni, essendo scoppiata una pestilenza, fu chiamato a Tripoli di Siria ma durante il viaggio fu aggredito dai predoni che uccisero tutti i suoi compagni. Ridotto lui stesso in fin di vita, fu ritrovato per caso, soccorso e riportato ad Aleppo, dove rimase altri tre anni.
Per il Miari, sarebbe morto durante una pestilenza a Belluno, dove era tornato dopo aver accumulato una consistente fortuna; Valeriani, invece, ne colloca il decesso in Oriente nel 1552, a nemmeno quarant'anni.
La testimonianza del Valeriano è considerata, fra tutte, la più veritiera, tanto più che conosceva personalmente il Doglioni (a lui dedicò un'ode in cui lo ringraziava per averlo guarito da un attacco di podagra).
Fu autore di opere di medicina attorno alle quali si hanno scarse notizie: si ricordano il Commentariorum de lithosi seu morbo calculi e vari altri trattati, ma non resta traccia di alcunché. Esiste invece un manoscritto conservato nella biblioteca comunale di Belluno intitolato Oratione di Giulio Doglione, physico nobile bellunese al illustrissimo General Proveditore Tiepolo e datato 1547.
Nel Seminario Gregoriano di Belluno è conservato un suo ritratto realizzato dal pittore Cesare Vecellio.